# Korbol (département)
Le département de Korbol est l'un des cinq départements composant la province du Moyen-Chari au Tchad. Son chef-lieu est Korbol.

## Subdivisions
Le département de Korbol compte six communes :
- Korbol,
- wamssaou,
- Karma,
- Roumtoye,
- Toulala,
- Niellim.

## Histoire
Le département de Korbol a été créé par l'ordonnance n° 038/PR/2018 portant création des unités administratives et des collectivités autonomes du 10 août 2018.L’histoire du canton ne date pas d’une époque récente. Elle est connue grâce à la célébrité de ses chefs qui 
s’étaient succédé sur le trône et qui ont organisé la contrée depuis le 18e
siècle. D’abord HOUATAN puis 
KORBOL, cette contrée a histoire riche d’événements et variée. Le terme HOUATAN comprend deux 
mots : « Houa » qui signifie plaine et « Tan » qui veut dire rocher. Ce nom lui fut attribué du fait de la 
présence de piton rocher au bord d’un cours d’eau et autour duquel se trouve une vaste plaine boisée.
Par contre KORBOL aurait été attribué par les Baguirmiens, peuples conquérants et envahisseurs dont les 
Boua furent Vassaux. Une expédition guerrieuse envoyée par les baguirmiens avaient échoué aux portes de 
HOUATAN sur la rive gauche de l’actuelle mare « Râ-al soura ». Cette mare avait miraculeusement 
augmenté d’eau et est devenue infranchissable â gué. Obligés de rebrousser chemin, ils surnommèrent 
Houatan KORBOL, c’était sous le règne du Alifa BABOL OUEDO. En baguirmien, « koro » signifie 
brousse « Mbol » qui veut dire peur. Ainsi, Korbol voudrait dire tout simplement « la brousse qui fait 
peur ». Très vaste contrée estimée à 12 373 km2 Korbol est le chef lieu du canton de même nom. C’est un 
terroir marqué par plus d’un siècle de pouvoir dynastique par les Alifa de Korbol.
Le village Korbol est érigé en Poste Administratif (PA) en 1967. 
Se sont succédé sur le trône, 11 souverains depuis la constitution du canton jusqu’à nos jours. 
Ce sont :
- GAYE KORBOL
- OUAGUEYE BABOL
- MALLO OUAGUEYE
- GABRA MOLLO (1812 – 1830)
- DINA MOLLO (1830 – 1834)
- OUEDDO DINA (1834 – 1862) 
- OUAGAL DINA (1862 – 1865) 
- BABOL OUEDDO (1865 – 1918)
- OUEDDO BABOL (1918 – 1958)
- OUAGAL OUEDDO (1959 – 1975)
- BABOL OUAGAL (1975 – 06/03/2014)
La succession au pouvoir se fait de père en fils comme dans la plupart des chefferies traditionnelles du pays. 
Ouéddo est l’un des chefs charismatiques qui a pu marquer l’histoire coloniale. Il fut l’un des rares chefs de la 
sous-région Afrique centrale à être couronné du grade de chevalier de la Légion d’honneur en 1948 par l’administrateur colonial Roguet.
Le pays BOUA a une histoire trop tumultueuse. Hormis les guerres de conquête dont les Boua imposèrent au 
peuple voisin, Korbol fut et demeure l’une des victimes des multiples rébellions que connaît le pays depuis les 
années 1967 jusqu’à nos jours. Ce qui était à l’origine de la disparition de plusieurs villages du centre et de 
l’Est du canton. Jadis, sous l’administration de Bousson le canton Korbol fut définitivement rattaché au département du Barh-Koh, ex-Moyen-Chari depuis 1965. Dès lors c’est ici que se joue le destin de Korbol.

## Administration
Préfets de Korbol (depuis 2018)
- nd.